# Pedro Frasso

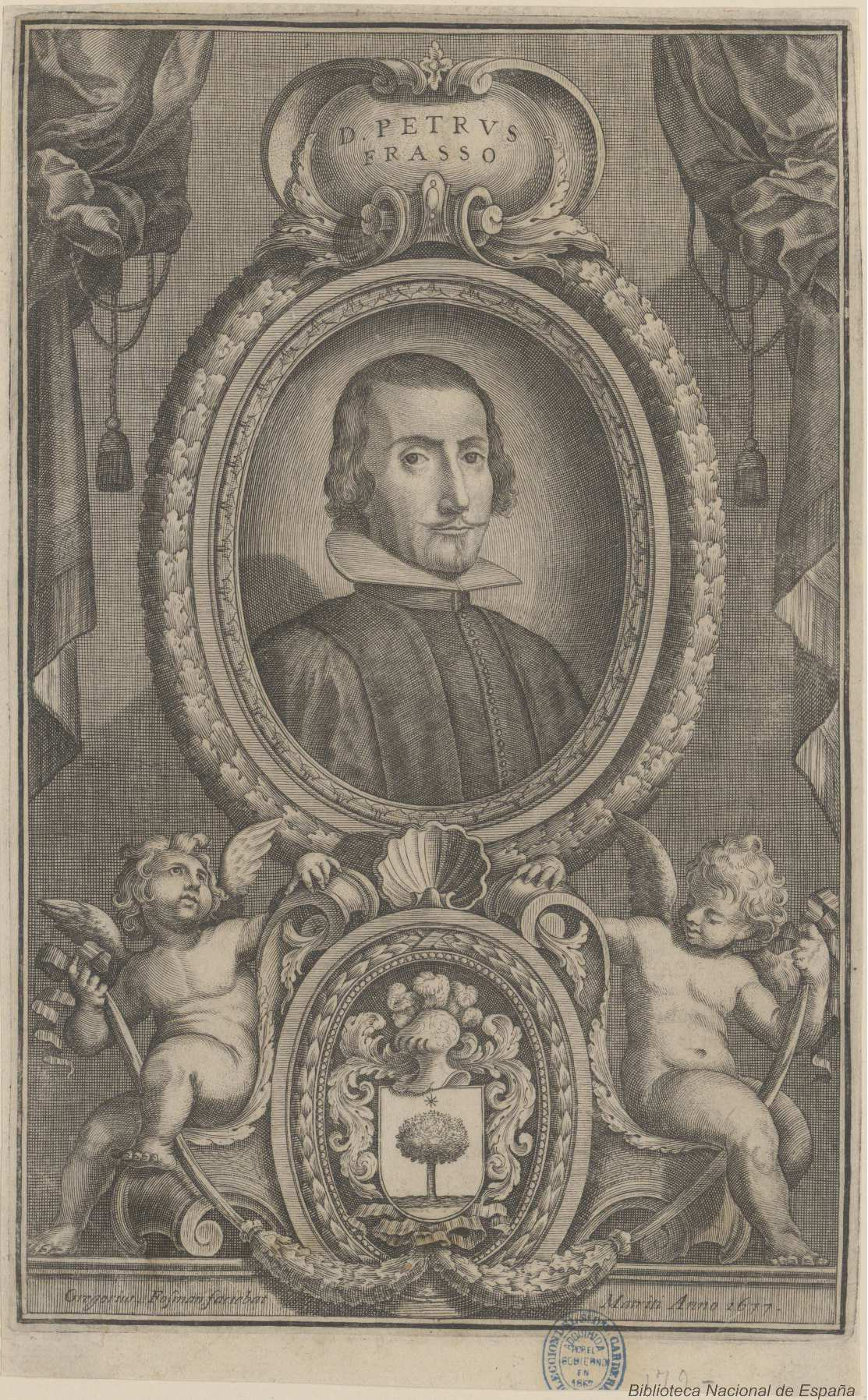
Gregorio Fosman, Retrato de Pedro Frasso, firmado «Gregorius Fosman faciebat Matriti Anno 1677», Madrid, Biblioteca Nacional de España, IH/3328. Grabado empleado como ilustración de la obra de Frasso, De Regio Patronato ac aliis nonullis Regalius Regibus Catholicis, in Indiarum Occidentalium Imperio pertinentibus..., en Madrid, Ex Typographia Imperiali, apud Iosephum Fernandez à Buendia, 1677.

Pedro Frasso (Ittiri, Cerdeña, 9 de febrero de 1626-Madrid, 27 de noviembre de 1693) fue un jurista sardo, sucesivamente fiscal de las audiencias de Guatemala y Charcas, oidor en las de Quito y Lima, y regente del Consejo de Aragón. Defensor de las doctrinas regalistas, escribió un extenso texto jurídico, De Regio Patronato ac aliis nonullis Regalius Regibus Catholicis, in Indiarum Occidentalium Imperio pertinentibus, en defensa del patronato regio en el Virreinato del Perú.
Licenciado en Cánones por la Universidad de Salamanca, en la que también enseñó en la cátedra de Código, en 1653 obtuvo licencia del Consejo Real para ejercer como abogado. En 1660 fue nombrado fiscal de la Audiencia de Guatemala, donde permaneció por espacio de cuatro años, pasando con el mismo empleo a la de Charcas en 1664 y a la de Quito como oidor interino en 1674, donde no es seguro que se incorporase pues pidió licencia para viajar a España por motivos de salud en 1676. Se encontraba en España en junio de 1679 cuando se le nombró fiscal de la Audiencia de Lima y, de camino hacia su destino, recibió el nombramiento de oidor de la misma Audiencia. Regresó a la península en 1691, para ocupar el cargo de regente del Consejo de Aragón, en cuyo puesto murió dos años más tarde.  
Escrito en América, su De Regio Patronato Indiarum Occidentalium en dos volúmenes (Madrid, Tipografía Imperial, 1677-1679), del que se hizo una segunda edición en 1775, ya en el reinado de Carlos III, en plena efervescencia regalista (Madrid, por Blas Román), salía en defensa, tanto en el plano teórico como en la práctica jurídica, de los privilegios de la corona y su derecho a ejercer el control y gobierno efectivo sobre la Iglesia en sus posesiones americanas. Por su defensa de la doctrina del vicariato —que otorgaba a los reyes de España el gobierno de la Iglesia en las Indias Occidentales, por supuesta concesión papal— la obra fue condenada por la Santa Sede ya en 1678, antes incluso de la aparición del segundo volumen, e incluida en el Índice romano de libros prohibidos por decreto de 19 de enero de 1688. No se incluyó, sin embargo, en los Índices españoles, en virtud del Pase Regio, y la condena papal «pasó inadvertida en España y en las Indias».
Desde su puesto como oidor de la audiencia de Lima y como asesor del virrey Melchor de Navarra, se involucró en la polémica con Melchor de Liñán y Cisneros, arzobispo de Lima, Antonio de León, obispo de Arequipa, y Alonso de la Peña Montenegro, que lo era de Quito, por la cuestión de las inmunidades eclesiásticas, a raíz de la ordenanza dictada por el virrey el 20 de febrero de 1684 con objeto de reprimir los abusos de curas y doctrineros que dejaban de asistir a sus obligaciones pero reclamaban se les abonasen mediante limosnas forzadas, abusando de los indios. La necesaria represión de aquellos abusos no era el objeto del debate. El obispo de Arequipa, al contrario, tenía por «santos los mandatos de aquel despacho» y conformes a lo acordado en concilios y sínodos diocesanos. Lo que reprochaban los obispos era que la vigilancia se encomendase a los corregidores, sometiendo a los eclesiásticos a la jurisdicción de un laico.
Frasso dejó escrita su defensa de la ordenanza en dos impresos, fechados en septiembre y diciembre de 1684, y otro informe manuscrito, de abril de 1685, conservados los tres en el Archivo General de Indias con el título Consulta y parecer del señor don Pedro de Frasso [...] sobre las dudas que han movido en la inteligencia del despacho para remediar el exceso con que los Curas y Doctrineros cobran de los Indios derechos prohibidos por Concilios, Sínodos y Cédulas Reales. La vigencia en América de la controvertida bula In Coena Domini, que excomulgaba a los jueces que actuasen sobre los eclesiásticos, publicada en su diócesis por el obispo de Arequipa sin el exequatur regio, sobrevoló el debate, aunque ninguna de las partes quiso entrar en el fondo de su vigencia y Frasso, sin citarla, basó su defensa en que realmente la vigilancia y apertura de información sumaria por parte de las autoridades civiles contra algún elemento del clero era una actuación extrajudicial que, en última instancia, tenía como objeto la denuncia del abuso ante el obispo. Por otra parte, y en razón del Derecho Universal de Patronato sobre el Nuevo Mundo, el rey es el delegado papal, y es lógico que si se producen abusos condenados reiteradamente por la Iglesia, a los que la propia Iglesia no logra poner adecuado remedio, intervenga el poder civil representado por el virrey, resultando por ello beneficiosa su actuación también para la Iglesia y sus obispos, ayudados así en su función pastoral.